# Warche
Warche är ett vattendrag i Belgien.   Det ligger i provinsen Liège och regionen Vallonien, i den östra delen av landet, 130 km öster om huvudstaden Bryssel.
I omgivningarna runt Warche växer i huvudsak blandskog. Runt Warche är det ganska tätbefolkat, med 90 invånare per kvadratkilometer.